# برويلاوفا
برويلاوفا (بالفرنسية: Breuilaufa)‏ هي بلدية في مقاطعة فيين العليا في منطقة أقطانية الجديدة في غرب فرنسا.